# Birth of the Cool

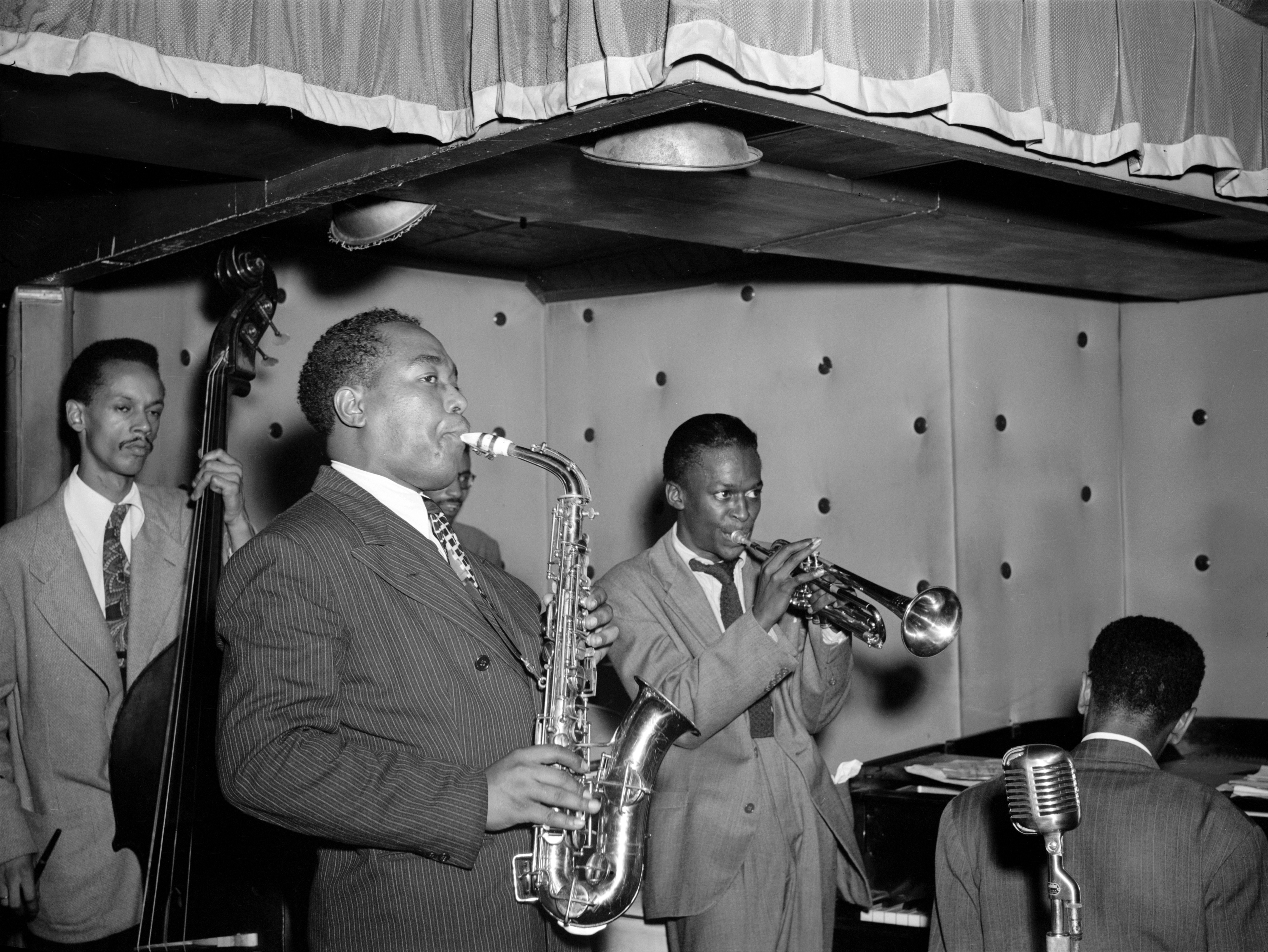
Miles Davis al quintet de Charlie Parker, uns anys abans de formar la seva banda per gravar Birth of the Cool.

Birth of the Cool, de Miles Davis, és considerat per la crítica com un dels àlbums fundacionals del jazz modern.
El va publicar Capitol Records en un Lp amb només 8 temes, en 1954, tot i que s'havia enregistrat entre 1949 i 1950. El 1957 es va reeditar, ja amb els 11 temes de les sessions originals. En edicions posteriors encara s'hi afegiria un 12è tema.
Aquest disc és paradigma del cool, i va exercir una forta influència en el desenvolupament del West Coast jazz i del bebop.

## Història
Durant l'estiu del 1948 Miles David, amb 22 anys, va reunir un grup de joves talents de l'escena underground novaiorquesa. En col·laboració amb l'arranjador Gil Evans, a qui ja coneixia, va decidir posar el seu pla en acció desconstruint els principis del bebop per avançar en una nova forma de jazz.
El nonet liderat per Davis està a mig camí entre una big band i una petita formació de bebop. La secció rítmica inclou baix, bateria i piano. La secció de vents trobem la trompeta de Davis, el saxòfon baríton de Gerry Mulligan i el saxo alt de Lee Konitz, a més de trombó, trompa i tuba.
Les gravacions es varen realitzar en tres sessions, el 21 de gener i el 22 d'abril de 1949, i el 9 de març de 1950, en els estudis de WMGM a Nova York. La producció va anar a càrrec de Pete Rugolo i Walter Rivers, i el so en cadascuna de les sessions va ser obra de W. O. Summerlin (el 21 de gener) i Clair Keeps les dues restants. La portada va ser obra del fotògraf Aram Avakian.
L'aparició del disc no va provocar una revolució immediata: la banda es va dissoldre ràpidament, i la nova música va trigar uns quants anys a calar entre els músics de jazz i el públic.
Tanmateix, tot i que el disc inicialment va ser un fracàs comercial, va inspirar a diferents generacions de músics de jazz, i va ser el punt a partir del qual Miles Davis va llançar realment la seva carrera.

## Temes
01. «Move» (Best) - 2:33 - arr.: J. Lewis
02. «Jeru» (Mulligan) - 3:13 - arr.: G.Mulligan/M.Davis
03. «Moon dreams» (McGregor-Mercer) - 3:19 - arr.: Gil Evans
04. «Venus de Milo» (Mulligan) - 3:13 - arr.: G.Mulligan
05. «Budo» (Davis-Powell) - 2:34 - arr.: M.Davis
06. «Deception» (Davis) - 2:49 - arr.: M.Davis
07. «God child» (Wallington) - 3:11 - arr.: G. Mulligan
08. «Boplicity» (Henry) - 3:00 - arr.: Gil Evans
09. «Rocker» (Mulligan) - 3:06 - arr.: G. Mulligan
10. «Israel» (Carisi) - 2:18 - arr.: J. Carisi
11. «Rouge» (Lewis) - 3:15 - arr.: J. Lewis
12. «Darn That Dream» (DeLange, Van Heusen) – 3:26 – arr.: Mulligan

## Músics
Miles Davis: trompeta
Lee Konitz: saxòfon alt
Gerry Mulligan: saxòfon baríton
Júnior Collins, Sandy Siegelstein, Gunther Schuller: trompa
Max Roach, Kenny Clarke: bateria
Al Haig, John Lewis: piano
JJ Johnson, Kai Winding, Mike Zwerin: trombó
Joe Shulman, Nelson Boyd, Al McKibbon: baix
Bill Barber: tuba

## En la cultura popular
Birth of the Cool és el disc preferit de Lisa Simpson. A l'episodi 299 de la 14a temporada, "The Dad Who Knew Too Little", s'arriba a veure la seva caràtula a la pantalla de l'iPod de Lisa mentre sona “Moon dreams”.